# Крила Рад (Самара)
«Кри́ла Рад» (рос. «Крылья Советов») — російський футбольний клуб з міста Самара. Виступає у Російській Прем'єр-Лізі. Заснований у 1942 році.

## Досягнення
- Чемпіонат Росії:
  - Бронзовий призер (1): 2004

- Кубок СРСР:
  - Фіналіст (2): 1953, 1964.

- Кубок Росії:
  - Фіналіст (2): 2004, 2021